# András Szoszky
András Szoszky (ur. 9 stycznia 1877 w Békéscsabie, zm. 24 października 1945 w Chicago) – węgierski zapaśnik walczący w stylu klasycznym. Olimpijczyk ze Sztokholmu 1912, gdzie zajął 24. miejsce w wadze piórkowej.
Zajął czwarte miejsce na mistrzostwach świata w 1920. Mistrz Europy w 1913; trzeci w 1914; czwarty w 1912; piąty w 1911 roku.

## Letnie Igrzyska Olimpijskie 1912
| Konkurencja           | Eliminacje               | Eliminacje             | Klas. końcowa |
| Konkurencja           | Przeciwnik I             | Przeciwnik II          | Miejsce       |
| --------------------- | ------------------------ | ---------------------- | ------------- |
| styl klasyczny, 60 kg | Georg Gerstäcker (GER) P | Lauri Haapanen (FIN) P | 24.           |